# Wisłakanalen
Wisłakanalen (polsk: Kanał przez Mierzeję Wiślaną), officielt Nowy Świat skibskanal (polsk: Kanał żeglugowy Nowy Świat), er enskibskanal over den polske del af Wisłalandtangen, der skaber endnu en forbindelse imellem Wisłabugten og Gdańskbugten. Den lader skibe sejle ind i Wisłabugten og havnen i Elbląg uden om det russisk kontrollerede Baltijstrædet, og sparer desuden 100 km omvej. Kanalen er derved blevet beskrevet som havende strategisk vigtighed for Polen. Russisk propagandaarbejde har forsøgt at stoppe opførelsen.
Opførelsen af kanalen blev påbegyndt i februar 2019. Den er 1.305 m lang, har en dybgang på 4 m, en længde på op til 100 m og en bredde på 20 m.
Kanalen blev officielt indviet d. 17. september 2022. Yderligere arbejde på kanalen pågår.
Kanalen ligger mellem landsbyerne Skowronki og Przebrno, på stedet hvor en forladt bosættelse Nowy Świat ligger, som den har fået sit officielle navn fra.

## Works
Kanalenarbejdet inkluderede:
- Opførelsen af en mole i Gdańskbugten ved brug af 10.000 betonblokke[6]
- Opførelsen af en skibskanal samt infrastruktur inklusive en luse
- Ny veje og to svingbroer
- Etablering af en kunstig ø i Wisłabugten

Arbejdet blev påbegyndt i februar 2019 ved at fælde træer, hvilket blev udført 15.-20 februar 2019. Træstammerne var helt fjernet i slutningen af marts.
Starten på etableringen af den kunstige ø blev annonceret 30. maj 2020. Området fik et areal på 180 hektar og forventes at blive brugt som fuglehabitat. Den får sandsynligvis navnet Wyspa Estyjska, der blev valgt ved en afstemning, men den manglede pr. februar 2024 stadig formel godkendelse.
De første af de to broer over kanalen, den sydlige, stod færdig i juni 2021. Den ligger på vejen, som forbinder Krynica Morska og Stegna.

## Pris
Arbejdet blev udført af en polsk-belgisk konsortium, og kontrakten på på 992 mio. zloty (230 mio. euro) blev underskevet i oktober 2019. Den samlede pris for projektet forventes at blive omkring 2 mia. zloty.

## Kritik
Rusland har været stærk modstander af kanalen af både miljømæssige og sikkerhedsmæssige årsager, og påstar at kanalen tillader at krigsskibe fra NATO kan komme ind i Wisłabugten uden at komme tæt på de russiske militærområder ved Baltijsk, hivlket udgør en direkte trusset for sikkerheden i Kaliningrad og Rusland som helhed.